# Billen
Billen är ett skär på Åland (Finland). Det ligger i Skärgårdshavet och i kommunen Kökar i landskapet Åland, i den sydvästra delen av landet. Ön ligger omkring 70 kilometer öster om Mariehamn och omkring 220 kilometer väster om Helsingfors.
Billen har Dragkläpparna i väster, Norra Rödskär och Håvarskär i norr och Stora Flyskär i öster. Längre åt söder ligger Innerhära.
Öns area är 3,4 hektar och dess största längd är 300 meter i sydväst-nordöstlig riktning. Terrängen på Billen består av klipphällar med gräs, mossa och ljung i skrevorna. Högsta punkten ligger 10 meter över havet.